# Scytodes
Scytodes este un gen de păianjeni araneomorfi din familia Scytodidae. Cea mai răspândită specie din cadrul genului este Scytodes thoracica, întâlnită și în România. Genul cuprinde 173 de specii.